# Namysłaki
Namysłaki  ist ein Dorf in der Gemeinde Gmina Sieroszewice im Bereich Ostrów Wielkopolski, Woiwodschaft Großpolen etwa in der Mitte Polens. Es liegt circa 11 km südöstlich von Sieroszewice, 29 km östlich von Ostrów Wielkopolski und 123 km südöstlich von der Regionshauptstadt Poznań.
Der frühere Name im 18. Jahrhundert war Deutschhof, ein Teil des Deutschen Reiches in der Provinz Posen Kreis Schildberg. Nach dem Ersten Weltkrieg kam das Dorf zu Polen.